# روش مافین
روش مافین (به انگلیسی: Muffin Method) مرسوم‌ترین روش برای مخلوط کردن مواد اولیه کیک‌های سریع است. این روش برای تهیه مافین، پنکیک و وافل استفاده می‌شود. این روش بسیار آسان و سریع است. با این حال خطر این را دارد که همزدن زیاد باعث سفتی کیک شود. خمیر مافین فقط تا جایی هم زده می‌شود که مواد خشک مرطوب شوند. تلاش نکنید به خمیر نرم و یکدستی برسید. کیک‌هایی که مقدار چربی و شکر بیشتری دارند در برابر همزدن زیاد مقاومترند.
این روش برای کیک‌های با مقدار چربی بالا برخلاف روش خامه‌ای مناسب نیست. در نتیجه بافت کیک‌هایی که با این روش درست می‌شود بیشتر شبیه نان است تا کیک. به رغم نگرانی‌های عمومی در مورد مصرف چربی زیاد مافین‌های پرچرب خواهان بیشتری دارند.

## مراحل انجام کار
1. تمام مواد را از قبل دقیقاً اندازه‌گیری کنید. همه آن‌ها باید در دمای اتاق باشند. (20 درجه سانتیگراد)
2. کلیه مواد جامد را مخلوط کنید و چند بار از الک بگذرانید تا کاملاً یکدست شود.
3. همه مواد مایع شامل تخم مرغ و روغن مایع یا کره ذوب شده را با هم مخلوط کنید.
4. مایع را به مواد جامد اضافه کنید و تنها تا جایی هم بزنید که در مخلوط٬ آرد خشک باقی نماند. بیشتر هم نزنید باید خمیر کمی ناصاف باقی بماند.
5. سریعاً در قالب بریزید و در فر قرار دهید تاخیر در این مرحله باعث می‌شود حجم نهایی کیک کم شود.[۱]